# Nogueras, Mexiko
Nogueras är en ort i Mexiko.   Den ligger i kommunen Comala och delstaten Colima, i den södra delen av landet, 500 km väster om huvudstaden Mexico City. Nogueras ligger 658 meter över havet och antalet invånare är 304.
Terrängen runt Nogueras är kuperad norrut, men söderut är den platt. Runt Nogueras är det ganska tätbefolkat, med 108 invånare per kvadratkilometer. Närmaste större samhälle är Colima, 8,3 km söder om Nogueras. Trakten runt Nogueras består till största delen av jordbruksmark.